# 坂井有生
坂井 有生（さかい ゆうき、1978年11月22日 - ）は、元福島テレビのアナウンサー。

## 来歴・人物
大阪府豊中市出身。3歳からは東京都練馬区光が丘にて育つ。明治大学付属中野高等学校、明治大学卒業。元々はラジオパーソナリティ志望だったが、2001年福島テレビ入社（同期は上山美紀）。入社当初は報道部に配属され報道記者を務めていたが（福島テレビは管理職以外のアナウンサーは報道部所属）、2003年からアナウンサーとなった。
藺草英己がアナウンサー職を離れてからは、福島テレビの男性アナウンサーで唯一の昭和生まれとなった。
オートバイによるツーリングが趣味であり、福島テレビ公式サイトの『今日のアナウンサー』の担当が坂井の日はバイクネタが多い。特技は高校時代にやっていたアイスホッケーである。
2022年8月、福島テレビを退社。

## 過去の出演番組
- サタふく - 2005年度中継、代理MC、2009年度MC
- Lばんスーパーニュース（2005・2006年度）
- FTVスーパーニュース
  - 2004年度土曜メイン、2005・2006年度平日サブ、2008年度金曜サブ、2012年度金・土曜メイン、2013.4-6は月～木曜メイン、2013.7-9は平日メイン、2013.10-2014.12は土曜メイン、2015.1-2015.3は木～土曜メイン
- FTV みんなのニュース （2015～2018年度）当初は月〜水曜情報キャスター、2015年10月より同曜日ニュースキャスター
- めざましテレビ（フジテレビ系・福島中継担当、歴代担当で男性は初）[1]
- めざましテレビ公認 わがまま!気まま!旅気分「美味しい!楽しい!秋の福島まるかじり!」（2009年10月4日、BSフジでも10月10日に放送）
- テレポートプラス（2018年4月 - 2022年8月26日）月曜〜水曜ニュースキャスター、他曜日に不定期リポーター→2020年4月2日から木曜・金曜アンカー
- 東日本女子駅伝
- 全東北民謡選手権大会（2019年）
- エキサイティング競馬 日曜版MC
  - みんなのKEIBA（福島競馬場での夏開催時は主にレース実況）
- FTVニュース